# Izvor Vrilo s okolicom u Vrlici
Izvor Česma (Vrilo) i njena okolica u gradiću Vrlici, zaštićeno kulturno dobro.

## Opis dobra
Česma (Vrilo) je izvor potoka u šumi u jugozapadnom dijelu grada Vrlike. Česma i dvije mlinice uz izvor ucrtane su u katastarskom planu 1840. god. Godine 1875., uoči pohoda cara Franje Josipa vrličkom kraju, oko izvora je izgrađen kameni zid koji uokviruje plato kružnog tlocrta. Glavni ulaz na plato je sa šetnice istočno, nasuprot samog izvora do kojega se silazi s tri strane kamenim stubama. Voda teče iz šest kamenih izljeva na zidu poviše kojeg je šest profiliranih pilastara povezanih ogradom od kovanog željeza. Neposredno uz izvor nizom stuba vodi u šumoviti pejzažni park koji okružuje cijeli kompleks i u kojem su djelomično uređene staze. Uz šetnicu na prilazu česmi je drvored lipa.

## Zaštita
Pod oznakom Z-4120 zavedeno je kao nepokretno kulturno dobro - kulturnopovijesna cjelina, pravna statusa zaštićena kulturnog dobra, klasificirano kao "urbana cjelina".